# Aleksandr Vasil'evič Višnevskij
Aleksandr Vasil'evič Višnevskij (in russo Александр Васильевич Вишневский?; Novoaleksandrovka, 4 settembre 1874, 23 agosto del calendario giuliano – Mosca, 13 novembre 1948) è stato un chirurgo sovietico che fu particolarmente attivo in campo militare e creò l'omonimo unguento curativo.
Fu fondatore dell'ordine dei medici e membro effettivo dell'Accademia delle scienze mediche dell'URSS dal 1946.

## Biografia
Aleksandr Vasil'evič Višnevskij nacque il 23 agosto (4 settembre, secondo il calendario gregoriano) 1874 nel villaggio di Novoaleksandrovka, ora Nižnij Čirjurt, in Daghestan.
Nel 1899 si laureò in medicina dell'Università imperiale di Kazan' nello stesso anno lavorò come specializzando presso il dipartimento chirurgico dell'ospedale cittadino. Nel 1900 e 1901 fu dissettore presso la cattedra di chirurgia operativa e anatomia topografica; dal 1901 al 1904 fu dissettore del dipartimento di anatomia normale e dal 1904 al 1911 fu docente del dipartimento di anatomia topografica. Nel novembre 1903 discusse la sua tesi di dottorato.
Nel 1905 Višnevskij fu inviato all'estero per approfondire i metodi di ricerca urologica. Dal 1º aprile 1908 al 15 gennaio 1909, ebbe luogo il suo secondo viaggio all'estero, durante il quale studiò il trattamento del sistema genito-urinario e la chirurgia cerebrale. In Germania visitò le cliniche dei famosi chirurghi tedeschi Vira, Kerte e Hildebrand. A Parigi, mentre stava migliorando le sue conoscenze di neurochirurgia, visitò anche il laboratorio di Il'ja Il'ič Mečnikov all'Istituto Pasteur, dove completò due lavori scientifici.
Nel 1910, insieme con Viktor Leonidovič Bogoljubov fu incaricato di condurre un corso di patologia chirurgica generale e terapia presso la facoltà di medicina dell'Università di Kazan', che dal 1911 tenne da solo. Nell'aprile 1912 fu eletto professore straordinario del dipartimento di patologia chirurgica. Dal 1916 diresse il dipartimento di chirurgia ospedaliera.
Durante la prima guerra mondiale Višnevskij tenne due corsi chirurgici praticamente senza assistenti (patologia chirurgica e clinica ospedaliera) e nello stesso periodo fu medico anziano dell'ospedale militare della sezione di Kazan' dell'Unione russa degli zemstvo, svolgendo funzione di medico consulente degli ospedali militari della società finanziaria e mercantile di Kazan' e dell'ospedale del locale distretto militare.
Dal 1918 lavorò come medico anziano presso il primo ospedale sovietico di Kazan'; nel periodo 1918-1926 diresse inoltre l'ospedale regionale della RSSA Tatara. Dal 1926 al 1934 fu responsabile della clinica chirurgica della facoltà dell'Università di Kazan'.
In una nuova area di attività (amministrazione) si è dimostrato un brillante organizzatore. La sua attività raggiunse il suo picco più alto tra il 1923 e il 1934. In quel periodo pubblicò circa 40 articoli scientifici. Suoi sono studi fisici sperimentali e numerosi lavori originali sulla chirurgia delle vie biliari, del sistema urinario, della cavità toracica, della neurochirurgia, della chirurgia delle lesioni militari e dei processi purulenti. I lavori di Višnevskij sono considerati classici della chirurgia sovietica. È autore di oltre 100 articoli scientifici, di cui uno noto in tutto il mondo.
Osservando gli effetti della novocaina nella terapia dei processi patologici, arrivò alla conclusione che non solo agiva come anestetico, ma possedeva anche un effetto positivo sul decorso del processo infiammatorio e sulla guarigione delle ferite, sviluppando così una concezione scientifica dell'impatto del sistema nervoso sul processo infiammatorio. Su questa base, creò nuovi metodi per il trattamento di processi infiammatori, ferite purulente, shock traumatici, come la combinazione di novocaina e medicazioni olio-balsamiche per trattare dei processi infiammatori nella gangrena spontanea delle gambe, ulcere trofiche, tromboflebiti, ascessi, carbonchi e altre malattie. Nel 1932 pubblicò la monografia Anestesia locale con il metodo dell'infiltrazione strisciante.
I nuovi metodi di anestesia e trattamento delle ferite proposti da Višnevskij svolsero un ruolo importante durante la Grande guerra patriottica, salvando migliaia di soldati sovietici. Il metodo di anestesia secondo Višnevskij divenne dominante nelle attività operatorie dei chirurghi sovietici e portò ampia popolarità all'autore. Disponibile per i chirurghi ordinari, il metodo contribuì alla penetrazione della chirurgia negli ospedali convenzionali fino all'ospedale dei distretti rurali. La medicazione olio-balsamico (unguento Višnevskij), proposta da Višnevskij nel 1927, viene tutt'oggi utilizzata con successo per il trattamento delle ferite.
Alla fine del 1934, Višnevskij si trasferì a Mosca, dove diresse la clinica chirurgica dell'Istituto centrale di studi medici avanzati. A Kazan' lasciò numerosi studenti. 18 professori uscirono dalla scuola di Višnevskij. Dei quattro dipartimenti chirurgici dell'Istituto medico statale di Kazan', ben tre erano occupati dai suoi studenti (i professori N. V. Sokolov, I. V. Domračev, S. M. Alekseev). Altri cinque studenti di Kazan' (V. I. Pšeničnikov, A. N. Ryžich, G. M. Novikov, A. G. Gel'man, S. A. Flerov) dirigevano reparti chirurgici in altre città. Uno dei migliori studenti di Aleksandr Vasil'evič fu suo figlio - Aleksandr Aleksandrovič, anch'egli chirurgo.
Nell'autunno del 1941 Aleksandr Vasil'evič fu di nuovo a Kazan', dove era stata evacuata la clinica chirurgica dell'Istituto di medicina sperimentale. Nel 1946 fu eletto membro a pieno titolo dell'Accademia delle scienze mediche dell'URSS. Nel 1947 fu fondato a Mosca l'Istituto di chirurgia e clinica sperimentale e Višnevskij ne divenne direttore. Il professor P. F. Zdrodovskij scrisse che Višnevskij combinò incredibilmente "in se stesso un clinico e uno sperimentatore - una sintesi che quasi mai si vide tra i clinici dell'ultima epoca". Insieme a N. N. Burdenko e V. I. Razumovskij, Višnevskij è il fondatore della neurochirurgia sovietica.
Morì il 13 novembre 1948. Fu sepolto a Mosca nel cimitero di Novodevičij, nel settore numero 3.

## Riconoscimenti
- Premio Stalin di secondo grado (1942) - per lo sviluppo e l'introduzione di metodi di blocco di Novocaina e medicazione olio-balsamo
- Scienziato onorato della RSFSR (1934)
- Istituto di Chirurgia intitolato a Višnevskij, Ministero della Sanità della Russia (ex Istituto di Chirurgia intitolato a Višnevskij, Accademia Russa delle Scienze Mediche)
- Clinica chirurgica dell'istituto medico Višnevskij di Kazan' (ora Università). Qui è stata creata la sala memoriale di Višnevskij.
- Una delle strade principali di Kazan', Pervaja Akademičeskaja, fu ribattezzata Via Višnevskij nel 1949.
- Nel 1951, davanti all'entrata dell'Istituto di Chirurgia intitolato a Višnevskij (Mosca), fu eretto un monumento allo scienziato. Lo scultore è S. T. Konenkov, l'architetto è V. E. Šalašov.
- Nel 1971, un busto scultoreo di A. V. Višnevskij (scultore V. Rogožin, architetto A. Sporius) fu installato a Kazan' all'angolo tra le strade di Tolstoj e Butlerov.
- In ricordo degli anni della guerra, quando Višnevskij si alzò nuovamente sul tavolo operatorio di Kazan', sul palazzo fu installato un bassorilievo in bronzo di Višnevskij.
- L'aeromobile Airbus A320 VQ-BPW della Aeroflot Airlines è stato nominato in onore di Višnevskij.